# Victoire mutilée
La victoire mutilée (en italien : vittoria mutilata) est une expression de Gabriele D'Annunzio, très connue en Italie et qui désigne l'issue du traité de Versailles, traité qui nia à l'Italie ce qui lui avait été garanti pour qu'elle entrât en guerre, contribuant largement à la victoire de l’Entente sur les Empires centraux à l’automne 1918.

## Histoire
Lorsque commence la Première Guerre mondiale, l'Italie, membre de la Triplice, donc alliée théorique de l’Allemagne et de l’Autriche-Hongrie, adopte une posture de neutralité autorisée par la Triplice, qui stipulait une alliance automatique seulement en cas d'agression de l'un des états membres et non en cas d'agression de la part d'un de ces états, comme ce fut le cas pour l'Empire Austro-Hongrois. En 1915, par le traité de Londres, les puissances de l’Entente promettent à l’Italie de nombreuses concessions territoriales si celle-ci consent à participer à l'effort de guerre allié. C'est ce qu'accepte l'Italie qui entre en guerre dans la foulée.
Au cours des négociations du traité de Versailles, les représentants italiens Sidney Sonnino et Vittorio Emanuele Orlando ne réussissent pas à obtenir l’application de l’intégralité des clauses du traité de Londres. Cette tâche n'est d'ailleurs pas facilitée par le président des États-Unis Wilson qui s'oppose à cette application intégrale du traité de 1915.
Face à l’incapacité du gouvernement italien à s'imposer lors des négociations et à résoudre le problème des frontières orientales et des colonies, un sentiment de malaise commence à agiter le pays qui est alimenté par la presse et les intellectuels, particulièrement de la part d'Annunzio et des futuristes,. Dans de nombreux milieux se répand la conviction que les six cent mille morts de la guerre ont été trahis et inutilement envoyés à l'abattoir, et que les trois ans de souffrances n'ont servi qu'à détruire l'Empire des Habsbourg aux frontières de l'Italie pour en construire un nouveau, plus hostile encore. De plus, le sort de Fiume et Zadar et des autres localités et îles dalmates dont la population est majoritairement italienne, émeut une grande partie de l’opinion publique en raison de l’intense propagande conduite par la presse nationaliste et mussolinienne.
La réaction est violente, un mouvement révolutionnaire se mobilise autour de Benito Mussolini qui, piazza San Sepolcro à Milan, donne naissance au fascisme (période du sansepolcrismo) et, peu de mois après, Gabriele d'Annunzio occupe Fiume qu'il propose d'annexer à l’Italie. Face aux hésitations du gouvernement italien, Fiume est déclarée indépendante en attendant de rejoindre la « mère patrie ».
Le leitmotiv de la victoire mutilée devient alors un des principaux thèmes de la propagande et des revendications du fascisme qui s’en sert pour accuser de faiblesse les gouvernements d’après-guerre et les autres partis d’avoir affaibli le pays et diffuser auprès des travailleurs, le sentiment que les droits de l’Italie ne sont pas dignes d’une défense adéquate.
L’accord italo-yougoslave de Rapallo n'est pas une solution satisfaisante pour l’opinion publique nationaliste et fasciste, au contraire, il accentue le problème, faisant apparaitre encore plus faible le gouvernement et offrant au fascisme un argument facile pour soutenir sa propre cause et créer des sympathies dans le pays.

## Sources
- (it) Cet article est partiellement ou en totalité issu de l’article de Wikipédia en italien intitulé « Vittoria mutilata » (voir la liste des auteurs).